# Liste von Lokomotiven und Triebwagen der Norwegischen Eisenbahnen
Die Liste von Lokomotiven und Triebwagen der Norwegischen Eisenbahnen soll einen Überblick über Lokomotiven und Triebwagen in Norwegen und deren Baunummernbezeichnungen geben.

## Abkürzungen und Erklärungen

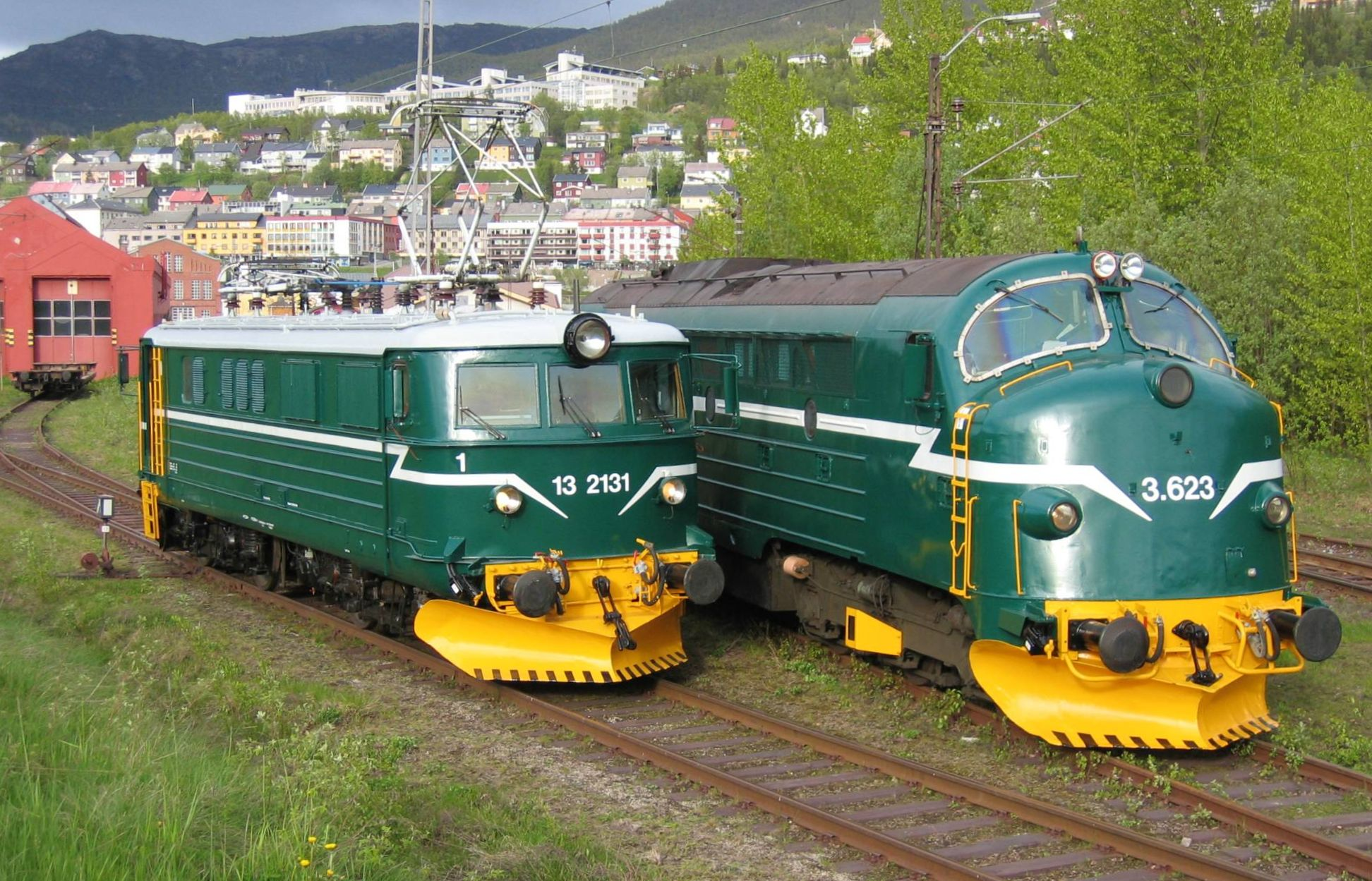
El 13 2131 und Di 3.623

Das Nummernsystem der Norwegischen Staatsbahnen ist einfach: Die Hauptbauart (Elektrolok, Diesellok usw.) wird durchnummeriert. Bei modernen Lokomotiven wurde teilweise die Herstellerbezeichnung oder bei übernommenen Lokomotiven die frühere Baureihenbezeichnung übernommen. Die komplette Loknummer besteht aus den führenden Buchstaben (die oftmals weggelassen sind), der Seriennummer und der laufenden Nummer (zum Beispiel El 17.2221). Oft fehlt der trennende Punkt zwischen Seriennummer und laufender Nummer, vor allem bei den Triebwagen.
Die wichtigsten Baureihenbezeichnungen sind:
- Di = Diesellokomotiven
- El = Elektrolokomotiven
- Ska = Rangiertraktor, Akku
- Skb = Rangiertraktor, Benzinmotor
- Skd = Rangiertraktor, Dieselmotor

Triebwagen
- ABS = Steuerwagen 1. / 2. Klasse
- B = Wagen 2. Klasse
- BFM = Motorwagen 2. Klasse mit Gepäckabteil, 1 Führerstand
- BM = Motorwagen 2. Klasse, 1 Führerstand
- BMU = Motorwagen 2. Klasse, Mittelwagen
- BMX = angetriebener Mittelwagen
- BS = Steuerwagen 2. Klasse
- XDe = Antriebseinheit für Hybridzüge (Generator, Motor)

Die mehrteiligen Triebzüge haben für die einzelnen Wagen Bezeichnungen, während der gesamte Triebzug ohne Bezeichnung durch Buchstaben verkehrt. Es ergeben also der BM 69.006 + BS 69.606 den Triebzug 69.006, wobei an den Stirnseiten die Nummer des Steuer- oder Motorwagens angeschrieben steht.
Bahngesellschaften
Untern anderen werden folgende Abkürzungen von Bahngesellschaften im Beitrag verwendet. Diese Liste mit schnellen Wandlungen von Gesellschaftsnamen, wie sie seit 2001 vorkommen, als in der europäischen Union der Bahnverkehr liberalisiert wurde, erhebt keinen Anspruch auf Vollständigkeit.
| Abkürzung | Name der Gesellschaft | deutscher Name           | Bemerkungen                                                         |
| --------- | --------------------- | ------------------------ | ------------------------------------------------------------------- |
| C         | CargoNet              | –                        | Güterverkehrstochter der NSB mit SJ-Beteiligung                     |
| GC        | Green Cargo           | –                        | Güterverkehrstochter der SJ                                         |
| HR        | Hector Rail AB        | –                        | schwedisches EVU (Güterverkehr)                                     |
| MTAB      | Malmtrafik AB         | –                        | schwedische Tochtergesellschaft der Bergwerksgesellschaft LKAB      |
| MTAS      | Malmtrafik AS         | –                        | norwegische Tochtergesellschaft der Bergwerksgesellschaft LKAB      |
| NHJ       | Norsk Hoved-Jernbane  | –                        | 1850–1926, Erbauer der ersten privaten Eisenbahnstrecke in Norwegen |
| NSB       | Norges Statsbaner     | Norwegische Staatsbahnen | staatliche Behörde 1883–1996                                        |
| NSB       | Norges Statsbaner     | Norwegische Staatsbahnen | haftungsbeschränkte Gesellschaft 1996–2002                          |
| NSB       | Norges Statsbaner     | Norwegische Staatsbahnen | Aksjeselskap seit 2002                                              |
| OBAS      | Ofotbanen A/S         | –                        | norwegisches EVU (hauptsächlich Güterverkehr), ging 2008 in Konkurs |
| Rj.B.     | Rjukanbanen           | Rjukan-Bahn              | ehemalige Industriebahn Mæl–Rjukan                                  |
| SJ        | Statens Järnvägar     | Schwedische Staatsbahnen | bis 2000                                                            |
| SJ        | Statens Järnvägar AB  | Schwedische Staatsbahnen | ab 2001, nur noch selbsttragender Personenverkehr                   |

## Lokomotiven

### Dampflokomotiven (Normalspur)
In Norwegen wird der Tender mit in der Achsfolge angegeben. Wurde eine Lokomotive mit einem Tender mit geänderter Achszahl gekuppelt, änderte sich die Typenbezeichnung. Beispiele: 1'B-2 n2 ist die Achsfolge einer Schlepptenderlokomotive mit einem zweiachsigen Tender, 1'D-2'2' n2 ist die Achsfolge einer Schlepptenderlokomotive mit einem vierachsigen Tender mit zwei Drehgestellen.
| Baureihe         | Achsformel     | Baujahr                      | Stückzahl | Bemerkung | UIC-Nummer                                                                   | Bild |
| ---------------- | -------------- | ---------------------------- | --------- | --- | ---------------------------------------------------------------------------- | ---- |
| NHJ A            | 1B–3           | 1851, 1854, 1861, 1870       | 9         | Norsk Hoved-Jernbane | -                                                                            |      |
| NHJ B            | 1'B–2          | 1890–1893                    | 3         | Norsk Hoved-Jernbane | -                                                                            |      |
| NHJ B1 / NHJ B2  | 1'B–3          | 1893, 1996, 1898             | 6         | Norsk Hoved-Jernbane | -                                                                            |      |
| NSB Type 1a      | 1B n2t         | 1861/65                      | 3         | Ersteinsatz auf der Kongsvingerbane | -                                                                            |      |
| NSB Type 2a      | 1B-2 n2        | 1862                         | 3         | Ersteinsatz auf der Kongsvingerbane, Museumslok Caroline | 98 76 0000 xxx-y                                                             |      |
| NSB Type 3a      | 1B-2 n2        | 1865                         | 1         | Ersteinsatz auf der Kongsvingerbane | -                                                                            |      |
| NSB Type 4       | C-3 n2         | 1867                         | 1         | Ersteinsatz auf der Kongsvingerbane, ab 1885 1'C-3 n2, NSB Type 4a | -                                                                            |      |
| NSB Type 4a      | 1'C-3 n2       | 1885                         | 1         | 1885 aus NSB Type 4 umgebaut | -                                                                            |      |
| NSB Type 5a      | 1'B-2 n2       | 1867                         | 1         | Ersteinsatz auf der Kongsvingerbane | -                                                                            |      |
| NSB Type 6a      | 1'C-2 n2       | 1879                         | 3         | Ersteinsatz auf der Kongsvingerbane | -                                                                            |      |
| NSB Type 7a      | B n2t          | 1875–1898                    | 8         | Satteltank, bis 1900 NHJ D, bis 1926 NHJ H, ab 4. März 1926 NSB Type 7a |                                                                              |      |
| NSB Type 8a      | B n2t          | 1884                         | 2         | Ersteinsatz auf der Meråkerbane | -                                                                            |      |
| NSB Type 9a      | 2'B-2 n2       | 1877, 1879–1882              | 24        | | -                                                                            |      |
| NSB Type 10      | C-2 n2         | 1876                         | 4         | Ersteinsatz auf der Smaalensbane – ab 1884: 1’C-2 n2, NSB Type 10a | -                                                                            |      |
| NSB Type 10a     | 1'C-2 n2       | 1884                         | 4         | 1884 aus C-2 n2, NSB Type 10 umgebaut | -                                                                            |      |
| NSB Type 11a     | 1'C-2 n2       | 1891                         | 3         | zwei Stück umgebaut in NSB Type 11e, ein Stück umgebaut in NSB Type 11d | -                                                                            |      |
| NSB Type 11b     | 1'C-2 n2v      | 1893, 1896                   | 5         | ein Stück umgebaut in NSB Type 11f | -                                                                            |      |
| NSB Type 11c     | 1'C-2 n2v      | 1893, 1894                   | 4         | | -                                                                            |      |
| NSB Type 11d     | 1'C-2 h2       |                              | 1         | umgebaut aus NSB Type 11a | -                                                                            |      |
| NSB Type 11e     | 1'C-2 h2       |                              | 2         | umgebaut aus NSB Type 11a, umgebaut in NSB Type 15h | -                                                                            |      |
| NSB Type 11f     | 1'C-2 h2v      |                              | 1         | umgebaut aus NSB Type 11b, umgebaut in NSB Type 15d | -                                                                            |      |
| NSB Type 12a     | 1'C1' T n2     | 1891                         | 1         | | -                                                                            |      |
| NSB Type 12b     | 1'C1' T n2v    | 1898                         | 1         | | -                                                                            |      |
| NSB Type 12c     | 1'C1' T n2v    | 1898                         | 1         | | -                                                                            |      |
| NSB Type 13a     | 2'B-2 n2v      | 1891, 1893, 1894, 1898       | 9         | zwei Stück umgebaut in NSB Type 13b | -                                                                            |      |
| NSB Type 13b     | 2'B-2 h2       |                              | 2         | umgebaut aus NSB Type 13a | -                                                                            |      |
| MB 1–2, SB 11–12 | 2'C n2+1(2)    | 1879                         | 4         | mit den Namen AMERICA, WASHINGTON, LEIV und BALDWIN für Meråkerbanen und Smaalensbanen geliefert, ab 1882 als MB 1, 2, 11 und 12 auf Meråkerbanen im Einsatz, ab 1893 Baureihe XVI 51–54, ab 1900 Baureihe XIV 51–54, ab 1911 Baureihe XIV 111–114, ab 1918 Type 14a 111–114 | -                                                                            |      |
| NSB Type 15a     | 1'C n2v+3      | 1896, 1899, 1900             | 5         | zwei Stück umgebaut in NSB Type 15f | -                                                                            |      |
| NSB Type 15b     | 1'C n2v+3      | 1898                         | 1         | umgebaut in NSB Type 15d | -                                                                            |      |
| NSB Type 15c     | 1'C n2v+3      | 1901, 1902                   | 10        | drei Stück umgebaut in NSB Type 15e | -                                                                            |      |
| NSB Type 15d     | 1'C-3 h2v      |                              | 2         | je ein Stück umgebaut aus NSB Type 15b und NSB Type 11b, ein Stück umgebaut in NSB Type 15f | -                                                                            |      |
| NSB Type 15e     | 1'C-3 h2v      |                              | 3         | drei Stück umgebaut aus NSB Type 15c, ein Stück umgebaut in NSB Type 15g, zwei Stück umgebaut in NSB Type 15f | -                                                                            |      |
| NSB Type 15f     | 1'C-3 h2       |                              | 6         | zwei Stück umgebaut aus NSB Type 15a, ein Stück umgebaut aus NSB Type 15g, zwei Stück umgebaut aus NSB Type 15e, ein Stück umgebaut aus NSB Type 15d | -                                                                            |      |
| NSB Type 15g     | 1'C-3 h2       |                              | 1         | umgebaut aus NSB Type 15e, umgebaut in NSB Type 15f | -                                                                            |      |
| NSB Type 15h     | 1'C-3 h2       |                              | 2         | zwei Stück umgebaut aus NSB Type 11e | -                                                                            |      |
| NSB Type 16a     | 2'B-3 n2v      | 1899/1900                    | 3         | | -                                                                            |      |
| NSB Type 17a     | 1'D-2'2' n2    | 1898                         | 1         | | -                                                                            |      |
| NSB Type 18a     | 2'C-2'2' n2v   | 1900–1903                    | 10        | teilweise in NSB Type 18c umgebaut |                                                                              |      |
| NSB Type 18b     | 2'C-2'2' n2v   | 1907                         | 6         | teilweise in NSB Type 18c umgebaut |                                                                              |      |
| NSB Type 18c     | 2'C-2'2' h2    | 1910–1919                    | 19        | | 98 76 0000 xxx-y                                                             |      |
| NSB Type 19a     | 1'D-2'2' n2v   | 1902/09/10                   | 9         | Ofotbanen, sechs Stück zwischen 1939 und 1945 umgebaut zu 1'D-2'2' h2, NSB Type 28b | -                                                                            |      |
| NSB Type 20a     | 1'C1' T n2v    | 1904                         | 3         | ein Stück umgebaut in NSB Type 20b, ein Stück umgebaut in NSB Type 20c | -                                                                            |      |
| NSB Type 20b     | 1'C1' T h2     | 1912, 1914                   | 5         | ein Stück umgebaut aus NSB Type 20a, ein Stück umgebaut aus NSB Type 20d | -                                                                            |      |
| NSB Type 20c     | 1'C1' T n2v    |                              | 1         | umgebaut aus NSB Type 20a | -                                                                            |      |
| NSB Type 20d     | 1'C'1' T n2v   |                              | 1         | umgebaut aus NSB Type 21a, umgebaut in NSB Type 20b | -                                                                            |      |
| NSB Type 21a     | 1'C-3 n2v      | 1904–1906, 1909, 1910        | 20        | ein Stück umgebaut in NSB Type 20d, ein Stück umgebaut in NSB Type 21b, sechs Stück umgebaut in NSB Type 21d, vier Stück umgebaut in NSB Type 21e | -                                                                            |      |
| NSB Type 21b     | 1'C-3 h2       | 1909, 1911–1913, 1916, 1919  | 15        | ein Stück umgebaut aus NSB Type 21a | -                                                                            |      |
| NSB Type 21c     | 1'C-3 h2       | 1919                         | 8         | | -                                                                            |      |
| NSB Type 21d     | 1'C-3 h2v      |                              | 6         | sechs Stück umgebaut aus NSB Type 21a, fünf Stück umgebaut in NSB Type 21e | -                                                                            |      |
| NSB Type 21e     | 1'C-3 h2       |                              | 9         | vier Stück umgebaut aus NSB Type 21a, fünf Stück umgebaut aus NSB Type 21d | -                                                                            |      |
| NSB Type 22a     | 1'D-2'2' n2v   | 1906–1908                    | 6         | zwischen 1930 und 1948: Umbau in 1'D-2'2' h2, NSB Type 22b | -                                                                            |      |
| NSB Type 22b     | 1'D-2'2' h2    | 1930–1948                    | 6         | zwischen 1930 und 1948 aus NSB Type 22a umgebaut, geplanter Umbau in NSB Type 22c wurde nicht durchgeführt | -                                                                            |      |
| NSB Type 23a     | C n2t          | 1907/11                      | 2         | Ofotbanen | -                                                                            |      |
| NSB Type 23b     | C n2t          | 1924/25                      | 12        | | -                                                                            |      |
| NSB Type 24a     | 1'D-2'2' n2v   | 1909–1910                    | 5         | zwischen 1938 und 1949 in NSB Type 24b umgebaut |                                                                              |      |
| NSB Type 24b     | 1'D-2'2' h2    | 1910, 1912, 1913             | 7         | geplanter Umbau in NSB Type 24e wurde nicht durchgeführt, Museumslok 24b 236 | 98 76 0000 xxx-y                                                             |      |
| NSB Type 24c     | 1'D-2'2' h2    | 1921                         | 3         | mit Speisewasser-Vorwärmer |                                                                              |      |
| NSB Type 24d     | 1'D-2'2' h2v   | 1924                         | 1         | 1924 aus NSB Type 24a umgebaut, 1948 in NSB Type 24b umgebaut |                                                                              |      |
| NSB Type 25a     | C T n2         | 1909–1919                    | 22        | 25a 227 im Norsk Jernbanemuseum in Hamar erhalten | -                                                                            |      |
| NSB Type 25b     | C T n2         | 1917                         | 6         | | -                                                                            |      |
| NSB Type 25c     | C T n2         | 1919                         | 3         | | -                                                                            |      |
| NSB Type 25d     | C T h2         | 1922                         | 6         | | -                                                                            |      |
| NSB Type 25e     | C T n2         | 1901                         | 5         | 1947 von den SBB gekauft | -                                                                            |      |
| NSB Type 26a     | 2'D-2'2' h4    | 1910                         | 3         | | -                                                                            |      |
| NSB Type 26b     | 2'D-2'2' h4    | 1912                         | 2         | | -                                                                            |      |
| NSB Type 26c     | 2'D-2'2' h4v   | 1919–1924                    | 17        | | -                                                                            |      |
| NSB Type 27a     | 2'C-2'2' h2    | 1910–1916                    | 16        | | -                                                                            |      |
| NSB Type 27b     | 2'C-2'2' h2    | 1921                         | 1         | | -                                                                            |      |
| NSB Type 28a     | 1'D-2'2' h2    | 1911                         | 2         | Ofotbanen | -                                                                            |      |
| NSB Type 28b     | 1'D-2'2' h2    | 1939/45                      | 6         | Ofotbanen, aus NSB Type 19a umgebaut | -                                                                            |      |
| NSB Type 29a     | E-2'2' h2      | 1913, 1914, 1916, 1917, 1920 | 7         | 1926, 1927, 1939, 1940 in NSB Type 39a umgebaut | -                                                                            |      |
| NSB Type 30a     | 2'C-2'2' h4    | 1914–1916, 1919              | 18        | 30a 271 ist erhalten und beim Norsk Jernbaneklubb (NJK) im Einsatz | 98 76 0000 xxx-y                                                             |      |
| NSB Type 30b     | 2'C-2'2' h4v   | 1920–1921                    | 23        | |                                                                              |      |
| NSB Type 30c     | 2'C-2'2' h4v   | 1938, 1939                   | 4         | |                                                                              |      |
| NSB Type 31a     | 2'D-2'2' h4    | 1915, 1920                   | 4         | | -                                                                            |      |
| NSB Type 31b     | 2'D-2'2' h4v   | 1921–1926                    | 23        | | -                                                                            |      |
| NSB Type 32      | 1'C1' T h2     | 1915, 1917–1921              | 24        | 32a, 32b, 32c, NHJ D (2. Besetzung), ab 1. März 1926 NSB Type 32b, 32a 288 im Norsk Jernbanemuseum in Hamar | -                                                                            |      |
| NSB Type 33a     | 1'D-2'2' h2    | 1916, 1921                   | 7         | | -                                                                            |      |
| NSB Type 33b     | 1'D-2'2' h2    | 1917                         | 1         | | -                                                                            |      |
| NSB Type 33c     | 1'D-2'2' h2    | 1919, 1920                   | 6         | | -                                                                            |      |
| NSB Type 34      | 1'D1' h2t      | 1917                         | 4         | | -                                                                            |      |
| NSB Type 35a     | E h2t          | 1917                         | 2         | Merakerbanen | -                                                                            |      |
| NSB Type 36a     | C n2t          | 1917                         | 1         | Sydvarangerbanen, ab 1920 NSB Type 36a | -                                                                            |      |
| NSB Type 37a     | B n2t          | 1907                         | 1         | R.B. 2 / ab 1920 Rj.B. 2 / ab 1921 NSB Type 37a 444 | -                                                                            |      |
| NSB Type 38a     | B n2t          | 1908                         | 1         | R.B. 3 / ab 1921 NSB Type 38a 445 | -                                                                            |      |
| NSB Type 39a     | 1'E-2'2' h2    |                              | 7         | 1926, 1927, 1939, 1940 aus NSB Type 29a umgebaut | -                                                                            |      |
| NSB Type 40a     | C h2t          | 1929                         | 2         | | -                                                                            |      |
| NSB Type 41a     | 1'B-3 n2v      | 1901                         | 2         | NHJ G | durch Tausch des dreiachsigen Tenders in einen zweiachsigen NSB Type 41a (b) |      |
| NSB Type 41a (b) | 1'B-2 n2v      |                              | 2         | | durch Tausch des dreiachsigen Tenders in einen zweiachsigen aus NSB Type 41a |      |
| NSB Type 42a     | C n2t          | 1898                         | 1         | NHJ E, ab 1923 NHJ G", ab 1. März 1926 NSB Type 42a | -                                                                            |      |
| NSB Type 43      | C n2t          | 1899/1901                    | 3         | NHJ F, ab 1923 NHJ G, ab 1. März 1926 NSB Type 43a | -                                                                            |      |
| NSB Type 44      | 1'C-2 n2       | 1881/1885/1889               | 6         | NHJ C, ab 1923 NHJ E, ab 1. März 1926 NSB Type 44a bzw. NSB Type 44b | -                                                                            |      |
| NSB Type 45a     | 2'C-3 h2       | 1911/14/19                   | 5         | NHJ A, (2. Besetzung), ab 1. März 1926 NSB Type 45a | -                                                                            |      |
| NSB Type 46a     | 2'C-1 2' h2    | 1919                         | 2         | NHJ A1, (2. Besetzung), ab 1. März 1926 NSB Type 46a | -                                                                            |      |
| NSB Type 47a     | 1'D-3 h2       | 1910, 1912                   | 3         | NHJ H, ab 1923 NHJ B", ab 1. März 1926 NSB Type 47a | -                                                                            |      |
| NSB Type 48a     | 1'D1' h2t      | 1917                         | 1         | NHJ C, (2. Besetzung), ab 1. März 1926 NSB Type 48a | -                                                                            |      |
| NSB Type 49a     | 1'D2'-2'2' h4v | 1935                         | 2         | Dovregubben | -                                                                            |      |
| NSB Type 49b     | 1'Db'-2'2' h4v | 1936                         | 1         | Dovregubben | -                                                                            |      |
| NSB Type 49c     | 1'D2'-2'2' h2v | 1940/41                      | 4         | Dovregubben | -                                                                            |      |
| NSB Type 50a     | 1'C1' h2t      | 1902/03/06                   | 4         | Valdresbanen – V.B. 1–4, ab 1. Juli 1937 NSB Type 50a | -                                                                            |      |
| NSB Type 51a     | 1'D1' n2vt     | 1910                         | 1         | Valdresbanen – V.B. 5, ab 1. Juli 1937 NSB Type 51a | -                                                                            |      |
| NSB Type 51b     | 1'D1' h2t      | 1914                         | 1         | Valdresbanen – V.B. 6, ab 1. Juli 1937 NSB Type 51b | -                                                                            |      |
| NSB Type 52a     | 1'D1' h2t      | 1926                         | 1         | Valdresbanen – V.B. 7, ab 1. Juli 1937 NSB Type 52a | -                                                                            |      |
| NSB Type 53a     | C n2t          | 1902                         | 2         | DIOC A1 und A2, ab 27. April 1948 NSB Type 53a | -                                                                            |      |
| NSB Type 54a     | 1'C1' n2t      | 1902                         | 2         | DIOC A3 und A4, ab 27. April 1948 NSB Type 54a | -                                                                            |      |
| NSB Type 55a     | 2'C n2t        | 1905                         | 2         | DIOC A5 und A6, ab 27. April 1948 NSB Type 55a | -                                                                            |      |
| NSB Type 56a     | B n2t          | 1905                         | 4         | DIOC B1 bis B4, ab 27. April 1948 NSB Type 56a | -                                                                            |      |
| NSB Type 61a     | E h2           | 1910–1925                    | 42        | Gammeltysker, während des Zweiten Weltkrieges eingesetzte Loks der DR-Baureihe 57.10–35, die nach dem Krieg in Norwegen verblieben. |                                                                              |      |
| NSB Type 63a     | 1'E h2         | 1942–etwa 1950               | 72        | Stortysker, während des Zweiten Weltkrieges eingesetzte Loks der DR-Baureihe 52, die nach dem Krieg in Norwegen verblieben. Sechs Lokomotiven wurden auf Ölfeuerung umgestellt. Die 2770 blieb als Museumslokomotive erhalten.                                               | 98 76 0000 xxx-y                                                             |      |
| R.B. 1           | B              | 1901                         | 1         | Rjukanbanen | -                                                                            |      |

### Dampflokomotiven (Schmalspur)
| Baureihe        | Achsformel   | Spurweite | Baujahr          | Stückzahl | Bemerkung | Bild |
| --------------- | ------------ | --------- | ---------------- | --------- | --- | ---- |
| GFB 1 und 2     | 1'C n2       | 1067 mm   | 1906             | 2         | Grimstad-Frolandbanen, 1912 an NSB, NSB Type XXV |      |
| NSB Type I      | B1' n2       | 1067 mm   | 1860             | 4         | Hamar–Grundsetbanen |      |
| NSB Type II     | 1'B n2       | 1067 mm   | 1864             | 2         | Størenbanen |      |
| NSB Type III    | 1'B n2       | 1067 mm   | 1868–71          | 6         | Grundset–Åmotbanen, Drammen–Randsfjordbanen, Kristiania–Drammenbanen                                                                                             |      |
| NSB Type IV     | 1'B n2       | 1067 mm   | 1866–82          | 25        | Drammen–Randsfjordbanen, Bergen–Vossbanen, Støren–Aamotbanen, Kristiania–Drammenbanen                                                                            |      |
| NSB Type V      | 1'B n2       | 1067 mm   | 1881–82          | 10        | Drammen–Skienbanen, Bergen–Vossbanen, Støren–Aamotbanen, Kristiania–Drammenbanen                                                                                 |      |
| NSB Type VI     | B2' n2       | 1067 mm   | 1875–77          | 12        | Stavanger–Egersundbanen, Støren–Aamotbanen Syd, Støren–Aamotbanen Nord                                                                                           |      |
| NSB Type VII    | 1'C1' n2     | 1067 mm   | 1896, 1898, 1900 | 3         | 1898 Umbau aus NSB Type VI, Støren–Aamotbanen Syd, Støren–Aamotbanen Nord                                                                                        |      |
| NSB Type VIII   | C n2         | 1067 mm   | 1874             | 2         | Drammen–Randsfjordbanen, Nr. 21: 1887: Umbau in 1 C n2, Nr. 22: 1910 Umzeichnung in Nr. 2                                                                        |      |
| NSB Type IX     | 1'B-2 n2     | 1067 mm   | 1888             | 5         | Umbau aus NSB Type IV, Rørosbanen |      |
| NSB Type X      | 1'C1' n2t    | 1067 mm   | 1894–1897        | 5         | Drammen–Randsfjordbanen, Kristiania–Drammenbanen |      |
| NSB Type Xa     | 1'C1' n2     | 1067 mm   | 1898             | 2         | Drammen–Skienbanen |      |
| NSB Type XI     | 2'B-2 n2v    | 1067 mm   | 1891             | 1         | Kristiania–Drammenbanen |      |
| NSB Type XIa    | 2'B-2 n2     | 1067 mm   | 1881             | 4         | Drammen–Skienbanen |      |
| NSB Type XII    | 2'B-2 n2v    | 1067 mm   | 1894–1898        | 1         | Kristiania–Drammenbanen |      |
| NSB Type XIII   | 2'B-2 n2v    | 1067 mm   | 1893–1891        | 9         | Egersund–Flekkefjordbanen, Stavanger–Egersundbanen, Grundset–Aamotbanen, Støren–Aamotbanen Syd, Hamar–Grundsetbanen, Kristiania–Drammenbanen, Drammen–Skienbanen |      |
| NSB Type XIV    | 1'C-21' n2   | 1067 mm   | 1885             | 1         | Drammen–Randsfjordbanen |      |
| NSB Type XV     | 1'C-21' n2   | 1067 mm   | 1887–1899        | 9         | Drammen–Randsfjordbanen, Kristiania–Drammenbanen |      |
| NSB Type XVa    | 1'C-21' n2   | 1067 mm   | 1893             | 1         | Drammen–Randsfjordbanen |      |
| NSB Type XVI    | 1'C-2'2' n2  | 1067 mm   | 1884             | 3         | Trondhjem–Størenbanen, Hamar–Grundsetbanen |      |
| NSB Type XVIa   | 1'C-2'2' n2  | 1067 mm   | 1889–1891        | 3         | Trondhjem–Størenbanen, Støren–Aamotbanen Nord |      |
| NSB Type XVIb   | 1'C-2'2' n2  | 1067 mm   | 1900             | 2         | Trondhjem–Størenbanen |      |
| NSB Type XVII   | 1'C-2'1' n2  | 1067 mm   | 1886             | 2         | Trondhjem–Størenbanen, Hamar–Grundsetbanen |      |
| NSB Type XVIII  | 1'C-2'2' n4v | 1067 mm   | 1896             | 4         | Trondhjem–Størenbanen, Støren–Aamotbanen Nord |      |
| NSB Type XIX    | 2'B-12' n2   | 1067 mm   | 1898             | 3         | Drammen–Randsfjordbanen, Kristiania–Drammenbanen |      |
| NSB Type XX     | 1'C-1'2' n2  | 1067 mm   | 1898             | 2         | Drammen–Randsfjordbanen |      |
| NSB Type XXI    | 1'C1' n2     | 1067 mm   | 1894–1912        | 4         | Kristiansand–Byglandsfjordbanen, Setesdalsbanen |      |
| NSB Type XXII   | 1'B1' n2     | 1067 mm   | 1894–1902        | 5         | Kristiansand–Byglandsfjordbanen, Setesdalsbanen |      |
| NSB Type XXIII  | 1'C-3 n2v    | 1067 mm   | 1901             | 2         | Kristiania–Drammenbanen |      |
| NSB Type XXIIIa | 1'C-3 n2v    | 1067 mm   | 1903–1908        | 7         | Drammen–Randsfjordbanen, Grundset–Aamotbanen, Kristiania–Drammenbanen, Drammen–Skienbanen                                                                        |      |
| NSB Type XXIIIb | 1'C-3 n2v    | 1067 mm   | 1906–1908        | 3         | Hamar–Grundsetbanen, Støren–Aamotbanen Syd, Trondhjem–Størenbanen                                                                                                |      |
| NSB Type XXIIIc | 1'C-3 n2v    | 1067 mm   | 1907             | 5         | Støren–Aamotbanen Syd, Trondhjem–Størenbanen |      |
| NSB Type XXIIId | 1'C-3 h2     | 1067 mm   | 1912–1915        | 15        | Støren–Aamotbanen Syd, Trondhjem–Størenbanen Nord, Drammen–Skienbanen, Arendal–Aamlibanen, Stavanger–Egersundbanen, Sulitjelmabanen                              |      |
| NSB Type XXIIIe | 1'C-3 h2     | 1067 mm   | 1917             | 1         | Stavanger–Egersundbanen |      |
| NSB Type XXIV   | 1'C1' n2     | 1067 mm   | 1908             | 1         | Trondhjem–Størenbanen |      |
| NSB Type XXV    | 1'C n2       | 1067 mm   | 1906             | 2         | Arendal–Aamlibanen, Setesdalsbanen - von Grimstad-Frolandbanen übernommen                                                                                        |      |
| NSB Type XXVI   | 1'C2 h2      | 1067 mm   | 1915             | 2         | Støren–Aamotbanen Nord |      |
| NSB Type XXVII  | C n2         | 750 mm    | 1895             | 1         | UHB 2, 1945 von NSB übernommen |      |
| NSB Type XXVIII | 1'C1' n2     | 750 mm    | 1909             | 1         | UHB 4, 1945 von NSB übernommen |      |
| NSB Type XXIXa  | 1'C1' n2     | 750 mm    | 1924/25          | 2         | Urskog–Hølandsbanen, 1945 von NSB übernommen |      |
| NSB Type XXIXb  | 1'C1' n2     | 750 mm    | 1950             | 1         | Aurskog–Hølandbanen |      |
| UHB 1 und 2     | C n2         | 750 mm    | 1895             | 2         | Urskog–Hølandsbanen, Nr. 1 1925 ausgemustert, Nr. 2 1945 von NSB als NSB Type XXVII übernommen                                                                   |      |
| UHB 4           | 1'C1' n2     | 750 mm    | 1909             | 1         | Urskog–Hølandsbanen, 1945 von NSB als NSB Type XXVIII übernommen                                                                                                 |      |
| UHB 5 und 6     | 1'C1' n2     | 750 mm    | 1924/25          | 2         | Urskog–Hølandsbanen, 1945 von NSB als NSB Type XXIXa übernommen                                                                                                  |      |

### Diesellokomotiven
| Baureihe       | Achsformel    | Baujahr                            | Stückzahl | Bemerkung | UIC-Nummer            | Bild |
| -------------- | ------------- | ---------------------------------- | --------- | --- | --------------------- | ---- |
| Di 1           | 1'B B1'       | 1942                               | 1         | Hersteller: Krupp, 1959 ausgemustert | -                     |      |
| Di 2           | C             | 1954–73                            | 54        | von MaK (801–803, 806–808) und Thune. Nur noch als Rangierlokomotiven u. a. im Hafen von Trondheim eingesetzt | 92 76 0302 xxx-y      |      |
| Type 64        | Co' Co'       | 1954                               | 1         | Type 64 "2246", 1957 von NSB erworben und unter Di 3a 602 eingereiht |                       |      |
| Di 3a          | Co' Co'       | 1954, 1957, 1958, 1960, 1965, 1969 | 31        | NoHAB AA16 | 92 76 0303 xxx-y      |      |
| Di 3b          | (A1A)' (A1A)' | 1960                               | 3         | NoHAB AA16 | 92 76 0303 xxx-y      |      |
| Di 4           | Co'Co'        | 1980                               | 5         | eingesetzt auf der Strecke Trondheim–Bodø, Motor GM 16-645E3B | 92 76 0304 xxx-y      |      |
| Di 5           | C             | 1956–1960                          | 17        | Di 5 861 bis 867 (ehemals 261 640, 644, 657, 667, 673, 697 und 705) wurden 1985, 868 bis 877 (ehemals 261 002, 004, 700 und 260 121, 168, 230, 305, 337, 451 und 575) 1987 von der Deutschen Bundesbahn (DB) aus der DB-Baureihe V 60 erworben. Lok 868 wurde nie in Betrieb genommen und diente als Ersatzteilspender. Bis 1998 ausgemustert und verschrottet. |                       |      |
| Di 6           | Co'Co'        | 1995–1996                          | 12        | 1999 Rückgabe an SIEMENS, Motor MaK 12 M 282 | -                     |      |
| Di 7           | Bo'Bo'        | 1960                               | 1         | ehemals T44 276 von Statens Järnvägar, 1993 gekauft, 1996 an Malmtrafik AB verkauft | -                     |      |
| Di 8           | Bo'Bo'        | 1996–1997                          | 20        | 2002 an CargoNet abgegeben, neue Bezeichnung CargoNet Di 8, 2011 zehn Stück nach Großbritannien verkauft | 92 76 0308 xxx-y      |      |
| CD 66 (Di 9)   | Co'Co'        | 2003                               | 6         | Ursprünglich für NSB geplante Bezeichnung Di 9, Einsatz durch CargoNet | 92 76 0309 xxx-y      |      |
| NSB MZ (Di 11) | Co’Co’        | 1970                               | 2         | 2004 von DSB gekauft: ehemals DSB MZ (II): 1411 und 1415 | 92 76 0311 xxx-y      |      |
| CD 312 (Di 12) | Co'Co'        | 2010                               | 6         | angemietet von Beacon und eingesetzt durch CargoNet | 92 76 0312 00x-y N-CN |      |
| RjB DHG 500    | C             | 1960–1961                          | 3         | Henschel | -                     |      |

### Elektrolokomotiven
| Baureihe      | Achsformel | Baujahr    | Stückzahl                          | Bemerkung | UIC-Nummer       | Bild |
| ------------- | ---------- | ---------- | ---------------------------------- | --- | ---------------- | ---- |
| NSB El 1a     | B' B'      | 1922–23    | 22                                 | El 1 2001 und El 1 2021 1968 an Rjukanbanen, Außerdienststellung 1973, El 1 2011 betriebsfähige und El 1 2001 hinterstellte Museumslok         | 91 76 0101 xxx-y |      |
| NSB El 1b     | B' B'      | 1930       | 2                                  | Außerdienststellung 1970 |                  |      |
| NSB El 2      | 1B'+B'1    | 1923       | 2                                  | Außerdienststellung 1967 (Weiterentwicklung der BLS Ce 4/6)                                                                                    |                  |      |
| NSB El 3      | 1'C+C1'    | 1925, 1929 | 3                                  | Doppellok, Außerdienststellung 1967 |                  |      |
| NSB El 4      | 1'C+C1'    | 1925–1929  | 5                                  | Dreisektionsloks, Außerdienststellung 1963 |                  |      |
| NSB El 5a     | B'B'       | 1926, 1927 | 9                                  | Außerdienststellung bis 1972, eine Museumslok                                                                                                  |                  |      |
| NSB El 5b     | B'B'       | 1930, 1936 | 3                                  | Außerdienststellung bis 1972 |                  |      |
| NSB El 6      | B'         | 1911       | 1                                  | Außerdienststellung 1956 |                  |      |
| NSB El 7      | Bo'Bo'     | 1911       | 2                                  | für RjB |                  |      |
| NSB El 8      | 1'Do1'     | 1940–49    | 16                                 | Entwurf basierend auf E 18, Einsatzende 1987                                                                                                   |                  |      |
| NSB El 9      | Bo'Bo'     | 1944       | 3                                  | Einsatzende 1987 |                  |      |
| NSB El 10     | C          | 1931–52    | LKAB: 14 NSB: 17 Norsk Jernverk: 3 | bis 1999 im Einsatz | 97 76 0201 xxx-y |      |
| NSB El 11     | Bo'Bo'     | 1951–1964  | 41                                 | bis 1998 im Plandienst | 91 76 0111 xxx-y |      |
| NSB El 12     | 1'D        | 1954, 1957 | 4                                  | Doppelloks, wurden in Zweier- (1'D+D1') – oder Dreierformation (1'D+1'D+D1') gefahren. Ein Paar als Museumslok                                 |                  |      |
| NSB El 13     | Bo'Bo'     | 1957–66    | 37                                 | Eine Museumslok, einige in Schweden | 91 76 0113 xxx-y |      |
| NSB El 14     | Co'Co'     | 1968–73    | 31                                 | ursprünglich Universallok, bei CargoNet nur noch Güterzugdienst                                                                                | 91 76 0114 xxx-y |      |
| NSB El 15     | Co'Co'     | 1967       | 6                                  | ab 1. Juli 1996 MTAS Nr. 91–96, ab 2004 Hector Rail Baureihe 161                                                                               |                  |      |
| NSB El 16     | Bo'Bo'     | 1977–84    | 17                                 | abgewandelte Version der schwedischen Rc | 91 76 0116 xxx-y |      |
| NSB El 17     | Bo'Bo'     | 1981       | 12                                 | Universallok, entwickelt aus DB-Baureihe 120, Einsatzende 2014                                                                                 | 91 76 0117 xxx-y |      |
| NSB El 18     | Bo'Bo'     | 1996–97    | 22                                 | Entwickelt aus SBB Re 460, gebaut von ABB/SLM/Strømmen                                                                                         | 91 76 0118 xxx-y |      |
| CE 119        | Bo'Bo'     | 2009       |                                    | Bombardier Traxx (interne norwegische Bezeichnung: El 19), Einsatz durch CargoNet                                                              | 91 76 0119 xxx-y |      |
| RjB 9 und 10  | Bo'Bo'     | 1958       | 2                                  | |                  |      |
| RjB 14 und 15 | B' B'      | 1922–23    | 2                                  | El 1 2001 und El 1 2021 1968 von NSB, Außerdienststellung 1966 und 1981, El 1 2001 zurück an NSB für Eisenbahnmuseum, hinterstellte Museumslok |                  |      |
| ST 1–3        | Bo'Bo'     | 1908       | 3                                  | Thamshavnbanen für 6,6 kV |                  |      |
| ST 5, 6       | Bo'        | 1950       | 2                                  | Thamshavnbanen |                  |      |
| ST 7, 8       | B'B'       | 1918       | 2                                  | Thamshavnbanen |                  |      |
| ST 1 II       | Bo'Bo'     | 1950       | 1                                  | Thamshavnbanen, wieder mit 1 benummert |                  |      |

## Triebwagen
Der erste Triebwagen der NSB mit Verbrennungsmotor hatte die Bezeichnung Co-m Type 1, welche später in Cmo Type 1 geädert wurde. Es gibt bis heute fünf verschiedene Varianten, wie die Triebwagen beschriftet waren.
Triebwagen-Baureihenbezeichnungen
| Vor 1934     | 1934–1942       | 1942–1956     | 1956–1970     | Ab 1970 | Nummer                    | Bemerkungen                            |
| ------------ | --------------- | ------------- | ------------- | ------- | ------------------------- | -------------------------------------- |
| C-m Type 1   | Cmb Type 1      | Bmb Type 1    | –             | –       | –                         | 2-Achser 1a Schmalspur                 |
| C-m Type 1   | Cmb Type 1      | Bmb Type 1    | –             | –       | –                         | 2-Achser 1b Schmalspur                 |
| Co-m Type 1  | Cmbo Type 1     | Bmbo Type 1   | –             | –       | -                         | 4-Achser Schmalspur                    |
| C-m Type 1   | Cm Type 1       | Cmb Type 1    | Bmb Type 1    | –       | –                         | 2-Achser 1a (AEG)                      |
| C-m Type 1   | Cm Type 1       | Cmb Type 1    | Bmb Type 1    | –       | –                         | 2-Achser 1b (Skabo jernbanevognfabrik) |
| C-m Type 2   | –               | –             | –             | –       | –                         | 2-Achser                               |
| C-m Type 3   | –               | –             | –             | –       | –                         | 2-Achser                               |
| C-m Type 4   | –               | –             | –             | –       | –                         | 2-Achser                               |
| C-m Type 13  | Cm Type 13      | Cmb Type 13   | Bmb Type 13   | –       | -                         | 2-Achser                               |
| C-m Type 14  | Cm Type 14      | Cmb Type 14   | Bmb Type 14   | –       | 18228–233 18239–241       | 2-Achser 14a                           |
| C-m Type 14  | Cm Type 14      | Cmb Type 14   | Bmb Type 14   | –       | 18234–235                 | 2-Achser 14b                           |
| –            | Cm Type 15      | Cmb Type 15   | Bmb Type 15   | –       | 18242                     | 2-Achser 15a                           |
| –            | Cm Type 16      | Cmb Type 16   | –             | –       | –                         | 2-Achser                               |
| –            | Cm Type 17      | Cmb Type 17   | –             | –       | –                         | 2-Achser                               |
| Co-m Type 1  | Cmo Type 1      |               |               | –       | –                         | 4-Achser                               |
| Co-m Type 2  | Cmo Type 2      | Cmdo Type 102 | Bmdo Type 62  | BM 62   | 18501                     | 4-Achser elektrisch                    |
| Co-m Type 3  | Cmo Type 3      | Cmdo Type 3   | Bmdo Type 83b | –       | –                         | 4-Achser elektrisch                    |
| Co-m Type 4  | Cmo Type 4      | Cmdo Type 104 | Bmdo Type 64  | BM 64   | –                         | 4-Achser                               |
| –            | Cmo Type 5      | Cmdo Type 105 | Bmdo Type 65  | BM 65   | –                         | 4-Achser elektrisch                    |
| –            | Cmo Type 7      | Cmdo Type 7   | Bmdo Type 87  | BM 87   | 18265–281 und 18301–18308 | 4-Achser                               |
| –            | Cmdo Type 8 ¹   | Cmdo Type 9   | Bmdo Type 9   | –       | 18290–294                 | 4-Achser                               |
| –            | Cmdeo Type 1 ¹  | Cmdeo Type 10 | Bmdeo Type 10 | –       | 18295–300                 | 4-Achser                               |
| –            | BEmdeo Type 1 ¹ | CFmdo Type 8  | BEmdo 88      | BM 88   | –                         | 2-teilig                               |
| –            | BFmdeo Type 1 ¹ | CFmdo Type 8  | BFmdo 88      | BFM 88  | –                         | 2-teilig                               |
| Bemerkungen: | ¹ – 1946        |               |               |         |                           |                                        |

### Dieseltriebwagen
| Baureihe          | Achsformel  | Baujahr       | Stückzahl | Bemerkung | UIC-Nummer       | Bild |
| ----------------- | ----------- | ------------- | --------- | --- | ---------------- | ---- |
| NSB Type Bmb 1    |             |               |           | |                  |      |
| NSB Type Bmbo 1   |             |               |           | |                  |      |
| NSB Type Bmb 1    |             |               |           | |                  |      |
| NSB Cmdeo type 1  | Bo' 2'      | 1935/36       | 6         | ab 1945, ehemals DR 137 170, 187, 200–202 und 208, 1946 umgezeichnet in Cmdeo type 10a und Cmdeo type 10b                                             |                  |      |
| NSB Type C-m 2    |             |               |           | |                  |      |
| NSB Type C-m 3    |             |               |           | |                  |      |
| NSB Type C-m 4    |             |               |           | |                  |      |
| NSB Type Cmdo 8a  | B' 2'       | 1934          | 5         | ab 1945, ehemals DR 137 041, 123, 124, 134 und 135, 1946 umgezeichnet in NSB Cmdo Type 9a                                                             |                  |      |
| NSB Type Cmdo 9a  | B' 2'       | 1934          | 5         | ehemals DR 137 041, 123, 124, 134 und 135, 1946 umgezeichnet aus NSB Type Cmdo 8a, 1956 zwei Stück umgezeichnet in NSB Bmdo Type 9a                   |                  |      |
| NSB Type Bmdo 9a  | B' 2'       | 1934          | 2         | ehemals DR 137 124 und 134, 1956 umgezeichnet aus NSB Cmdo Type 9a                                                                                    |                  |      |
| Cmdeo type 1      | Bo' 2'      | 1935/36       | 1         | ehemals ehemals DR 137 187, 1946 umgezeichnet aus NSB Cmdeo type 1, 1956 umgezeichnet in Bmdeo type 10a                                               |                  |      |
| Cmdeo type 10b    | Bo' 2'      | 1935/36       | 5         | ehemals ehemals DR 137 170, 200–202 und 208, 1946 umgezeichnet aus NSB Cmdeo type 1, 1956 zwei Stück umgezeichnet in Bmdeo type 10b                   |                  |      |
| Bmdeo type 10a    | Bo' 2'      | 1935/36       | 1         | ehemals ehemals DR 137 187, 1956 umgezeichnet aus Cmdeo type 10 a                                                                                     |                  |      |
| Bmdeo type 10b    | Bo' 2'      | 1935/36       | 2         | ehemals ehemals DR 137 170 und 200, 1956 umgezeichnet aus Cmdeo type 10b                                                                              |                  |      |
| NSB Type Bmb 13   |             |               |           | |                  |      |
| NSB Type Bmb 14   |             |               |           | |                  |      |
| NSB Type Bmb 15   |             |               |           | |                  |      |
| NSB Type Cmb 16   |             | 1936, 1938    | 3         | |                  |      |
| NSB Type Cmb 17a  | 2' A        | 1935          | 1         | Valdresbanen – V.B. C-m 109, ab 1. Juli 1937 NSB Type Cm 17a, ab 1942 NSB Type Cmb 17a                                                                |                  |      |
| NSB Type 83       | (A1)(1A)    | 1932          | 3         | |                  |      |
| NSB Type Cmo 6    | (A1)(1A)    | 1938–54       | 38        | später Cmdo type 6, Bmdox type 86 und BM 86 | 95 76 0586 xxx-y |      |
| NSB Type 87       | (A1)(1A)    | 1941, 1952    | 25        | gebaut bei Strømmen |                  |      |
| NSB Type 88       |             | 1942–46, 1958 | 6         | |                  |      |
| NSB Type 89       | B' 2'       | 1957–58       | 5         | 1981 und 1986 von Statens Järnvägar gekauft, NSB 89 01 bis 05, ehemals Y7 1136 (Baujahr 1957), Y7 1202, 1205, Y7 1166 und 1182 (alle Baujahr 1958)    |                  |      |
| NSB Type 91       |             | 1954–1956     | 10        | |                  |      |
| NSB Type 92       | 2' Bo' (BM) | 1984–85       | 15        | Zweiwagenzüge | 95 76 0592 xxx-y |      |
| NSB Type 93       | Bo' 2' Bo'  | 2001–2002     | 15        | Bombardier Talent | 95 76 0593 xxx-y |      |
| NSB Y1 (Type 501) | (1A)(A1)    | 1979–1981     | 3         | von Fiat in Italien und Kalmar Verkstad in Schweden für die schwedische SJ 1979–81 produzierte Exemplare, einige davon gingen gebraucht nach Norwegen | 95 76 0501 xxx-y |      |

### Elektrotriebwagen
| NSB Cmeo Type 2 / NSB Type 62   | Bo'Bo' | 1931–1933                     | 4                | 62.01–62.04                                |                                                     |                  |                                                                          |  |  |
| NSB Type 64                     | Bo'Bo' | 1934                          | 3                | 64.05–64.07                                |                                                     |                  |                                                                          |  |  |
| NSB Type 65                     | | 1936, 1942, 1949–1951         | 49               | 65.08–65.34 und 65.39–65.60                |                                                     |                  |                                                                          |  |  |
| NSB Type 66                     | | 1944–1946                     | 4                |                                            |                                                     |                  |                                                                          |  |  |
| NSB Cmeo Type 107 / NSB Type 67 | Bo’Bo’ | 1953–1955                     | 18               | 01–18                                      |                                                     |                  |                                                                          |  |  |
| NSB Bmeo Type 68 / Type 68      | Bo’Bo’ | 68a: 1956–1958 68b: 1960–1961 | 30               | 01–30                                      |                                                     | 94 76 0468 xxx-y |                                                                          |  |  |
| NSB Type 69                     | Bo’Bo’+2’2’ und Bo’Bo’+2’2’+2’2’                                                                            | 1970–1994                     | 88               | 01–88                                      |                                                     | 94 76 0469 xxx-y |                                                                          |  |  |
| NSB Type 70                     | Bo’Bo’+2’2’+2’2’+2’2’                                                                                       | 1990–1996                     | 16               | 001–016                                    |                                                     | 94 76 0470 xxx-y |                                                                          |  |  |
| GMB Type 71                     | Bo’2’+2’Bo’+2’Bo’+2’Bo’                                                                                     | 1997–1998                     | 16               |                                            | Flytoget                                            | 94 76 0471 xxx-y |                                                                          |  |  |
| NSB Type 72                     | Bo'2'2'2'Bo'                                                                                                | 2002–2006                     | 36               | 72-01–72-36                                | Lokaltog                                            | 94 76 0472 xxx-y |                                                                          |  |  |
| NSB Type 73                     | Bo’2’+2’2’+2’Bo’+2’Bo’                                                                                      | 1991–2001                     | 16 + 6           | Type 73: 73-01–73-16 Type 73B: 73-41–73-46 | Krengetog                                           | 94 76 0473 xxx-y |                                                                          |  |  |
| NSB Type 74                     | Bo'2'2'Bo' + 2'2'Bo'                                                                                        | 2012–                         | 40 (13 bestellt) | 74-01–74-04 74-06–74-54                    | ersetzt langfristig NSB Type 70                     | 94 76 0401 xxx-y |                                                                          |  |  |
| NSB Type 75                     | Bo'2'2'Bo' + 2'2'Bo'                                                                                        | 2012–2020                     | 63               | 75-01–75-51 75-72–75-83                    | ersetzt langfristig NSB Type 69                     | 94 76 0402 xxx-y |                                                                          |  |  |
| NSB Type 75-2                   | Bo'2'2'Bo' + 2'2'Bo'                                                                                        | 2017–2019                     | 20               | 75-52–75-71                                | ersetzt langfristig NSB Type 69                     | 94 76 0402 xxx-y |                                                                          |  |  |
| Norske tog Type 76              | Bo'2'2'2'2'2'2'Bo'                                                                                          | 2020–2021                     | 14               | 76-01–76-14                                | ersetzt Dieselfahrzeuge NSB Type 92                 | 94 76 0404 xxx-y |                                                                          |  |  |
| Norske tog Type 77              | |                               | 30               |                                            | 30 am 10. Januar 2022 bestellt; Planeinsatz ab 2025 |                  |                                                                          |  |  |
| Flytoget Type 78                | Bo’2’+2’Bo’+2’Bo’+2’Bo’                                                                                     | 2017–2021                     | 8                | 78 01–78 08                                | Flytoget                                            |                  |                                                                          |  |  |
| Norske tog Type 79              | 79A, 79C, 79D: Bo’Bo’+2’2’+2’2’+2’2’+2’2’+2’2’+2’2’+Bo’Bo’ 79B: Bo’Bo’+2’2’+2’2’+2’2’+2’2’+2’2+Bo’Bo’’+2’2’ | ab 2025                       | 10 + 4 + 3       |                                            | 13 elektrisch und 4 bimodal                         |                  | dreizehn elektrisch und vier bimodal Bestellung 2023 / Lieferung ab 2025 |  |  |

## Kleinlokomotiven (Skiftetraktorer)
Verschiedene Kleinloks wie z. B. einige NSB Skd 217 und einige NSB Ska 223 haben einen Stromabnehmer für Oberleitungsrevisionsarbeiten.
| Baureihe              | Achsformel | Baujahr              | Stückzahl | Bemerkung                                                                                   | UIC-Nummer       | Bild |
| --------------------- | ---------- | -------------------- | --------- | ------------------------------------------------------------------------------------------- | ---------------- | ---- |
| NSB Ea 1              | B          | 1916                 | 1         |                                                                                             |                  |      |
| NSB Ea 2              | C          | 1920                 | 1         | nach dem Umzeichnungsplan von 1936 neue Baureihe NSB Ska 208, jedoch erst 1944 umgezeichnet |                  |      |
| NSB Sk 1              | B          | 1936–1939            | 38        | 1942 Umzeichnung in NSB Skb 201                                                             |                  |      |
| NSB Sk 2              | B          | 1936–1938            | 9         | 1942 Umzeichnung in NSB Skb 202                                                             |                  |      |
| NSB Skb 3             | 1A         | 1934                 | 1         | 1942 Umzeichnung in NSB Skb 203                                                             |                  |      |
| NSB Skb 4             |            | 1940                 | 1         | 1942 Umzeichnung in NSB Skb 204                                                             |                  |      |
| NSB Ska Type 5        |            | 1940                 | 1         | 1942 Umzeichnung in NSB Ska 205                                                             |                  |      |
| NSB Skb 201           | B          |                      | 37        | 1942 Umzeichnung aus NSB Sk 1, 1960 teilweise in NSB Skd 206 umgebaut                       |                  |      |
| NSB Skd 202           | B          | 1936                 | 9         | 1942 Umzeichnung aus NSB Sk 2                                                               |                  |      |
| NSB Skb 203           | 1A         | 1934                 | 1         | 1942 Umzeichnung aus NSB Skb 3                                                              |                  |      |
| NSB Skd 204           |            | 1940                 | 1         | 1942 Umzeichnung aus NSB Skb 4                                                              |                  |      |
| NSB Ska 205           | Bo         | 1936                 | 2         | 1942 Umzeichnung aus NSB Ska Type 5                                                         |                  |      |
| NSB Skd 206           | B          |                      | 37        | 1960 Umbau aus NSB Skb 201                                                                  | 98 76 0206 xxx-y |      |
| NSB Ska 207           | Bo         | 1932                 | 2         | Spurweite 750 mm, 1946 Umbau auf Normalspur                                                 |                  |      |
| NSB Ska 208           | C          | 1920                 | 1         | nach dem Umzeichnungsplan von 1936 aus NSB Ea 2 umgezeichnet, jedoch erst 1944 durchgeführt |                  |      |
| NSB Skb 209           | B          | 1943                 | 1         | 1968 mit Dieselmotor ausgerüstet, neue Baureihenbezeichnung Skd 209                         |                  |      |
| NSB Skd 209           | B          | Umbau 1968           | 1         | Skb 209 - 1968 mit Dieselmotor ausgerüstet                                                  |                  |      |
| NSB Skd 210           | B          | 1941                 | 1         |                                                                                             |                  |      |
| NSB Skd 211           | B          | 1934                 | 1         |                                                                                             |                  |      |
| NSB Skd 212           | B          | 1941                 | 2         |                                                                                             |                  |      |
| NSB Skd 213           | B          | 1950                 | 10        |                                                                                             |                  |      |
| NSB Skd 214           | B          | 1952                 | 31        |                                                                                             | 98 76 0214 xxx-y |      |
| NSB Skd 214S          | B          |                      | 1         |                                                                                             |                  |      |
| NSB Skd 215           | C          | 1950                 | 2         |                                                                                             |                  |      |
| NSB Skde 216          | Bo         | 1942                 | 1         |                                                                                             |                  |      |
| NSB Skd 217a          | Bo         | 1954                 | 5         |                                                                                             |                  |      |
| NSB Skd 217b          | Bo         | 1957–1961            | 9         |                                                                                             |                  |      |
| NSB Skd 218a          |            | 1953                 | 10        | Schienenkleinwagen Robel 10                                                                 |                  |      |
| NSB Skd 218b          |            | 1956–1958            | 16        | Schienenkleinwagen Robel 11                                                                 |                  |      |
| NSB Skd 219           |            | 1960–1965            | 43        | Schienenkleinwagen Robel 11                                                                 |                  |      |
| NSB Skd 220a          |            | 1962–1964            | 19        | drei Lokomotiven Umbau in Skd 220b                                                          |                  |      |
| NSB Skd 220b          |            | 1963                 | 7 + 3     | drei Lokomotiven Umbau aus Skd 220a                                                         |                  |      |
| NSB Skd 220c          |            | 1963–1965, 1967–1973 | 58        | zwei Lokomotiven als CN Skd 220 an CargoNet                                                 | 98 76 0220 xxx-y |      |
| NSB Skd 221           |            | 1961                 | 6         |                                                                                             | 98 76 0221 xxx-y |      |
| NSB Skd 222a          | B          | 1967                 | 7         | Schienenkleinwagen Robel 54.12                                                              |                  |      |
| NSB Skd 222b          | B          | 1968, 1971           | 8         | Schienenkleinwagen Robel 54.12                                                              |                  |      |
| NSB Skd 222c          | B          | 1975–1976            | 5         | Schienenkleinwagen Robel 54.12                                                              |                  |      |
| NSB Ska 223           |            | 1978                 | 2         |                                                                                             | 98 76 0223 xxx-y |      |
| NSB Skd 224           | B          | 1979                 | 11        |                                                                                             | 98 76 0224 xxx-y |      |
| NSB Skd 225           | C          | 1997                 | 1         | Umbau aus NSB Di 2                                                                          |                  |      |
| NSB Gods Skd 226      |            |                      |           | SJ Z66                                                                                      | 98 76 0226 xxx-y |      |
| NSB Skd 227           |            |                      |           | Z70 und Z71                                                                                 | 98 76 0227 xxx-y |      |
| Grenland Rail Skd 228 | Co         | 1981                 | 1         | ME05, 2009 von Stadtwerke Düsseldorf gekauft                                                | 98 76 0228 xxx-y |      |
| Grenland Rail Skd 229 |            | 1963                 | 1         | 1963 als DB V 100 2123 gebaut, 2002 als Alstom BR 214 umgebaut, 2010 von Alstom gekauft     | 98 76 0229 xxx-y |      |

## Selbstfahrende Dienstfahrzeuge
| Baureihe                                      | Achsformel | Baujahr                  | Stückzahl | Bemerkung | Bild |
| --------------------------------------------- | ---------- | ------------------------ | --------- | --- | ---- |
| LM1                                           |            | 1974                     | 1         | Revisionswagen, 1996 an Jernbaneverket Nr. 30-38-0001                                                                                            |      |
| LM2 Nr. 2–18                                  | B'2'       | 1978–1990                | 17        | Revisionswagen, 1996 an Jernbaneverket Nr. 30-38-0002 – 0018, LM2 Nr. 2 1999 ausgemustert, 2004 an BaneNor Nr. 0380003A – 0380018A               |      |
| RLm                                           |            | 1911, 1927, 1937, 1943   | 4         | Revisionswagen |      |
| ADM-1cm Nr. NJD 1                             |            | 2010                     | 1         | Revisionswagen, Norsk Jernbanedrift, 99 76 9 236 011-5                                                                                           |      |
| LM3 Nr. 31–33                                 |            | 1987–1988                | 3         | Revisionswagen, 1996 an Jernbaneverket Nr. 30-38-1001 – 1003                                                                                     |      |
| LM4 Nr. 39-38-201 – 204                       |            | 1989                     | 4         | Revisionswagen, 1996 an Jernbaneverket Nr. 30-38-2001 – 2004, 2002 und 2003 1999 ausgemustert, 2005 an Baneservice als BS-38-2001 und BS-38-2004 |      |
| LM5 Nr. 30-38-2005 – 2011                     |            | 1994                     | 7         | Revisionswagen, 2005 an Baneservice als BS-38-2005 und BS-38-2011                                                                                |      |
| LM6 Nr. 30-38-2012 – 2017                     |            | 1997                     | 6         | Revisionswagen, 2012, 2014 und 2016 2005 an BaneNor als 0382012A, 0382014A und 0382016A                                                          |      |
| P&T MTW 100.173 LM7 0384000A – 4A LM7 Nr. 026 |            | 2008 2010 2013–2014 2013 | 3 6 5 1   | Banverket 0937L–0939L, 2010 an Infranord Infranord 0953L–0958L Jernbaneverket, 2017 an Bane NOR P&T MTW 100 NJD - Norsk Jernbanedrift            |      |
| LT 16                                         | B          | 1979–1983                | 3         | Rangiertraktoren (LT=Lastetraktor) mit Dieselantrieb, ehemals SBB Tm III 9568, 9592 und 9514, 2011 gekauft                                       |      |
| Roger 1000                                    |            | 1979                     | 1         | Gleismessfahrzeug |      |

### Schneeschleudern
| Baureihe                 | Achsformel | Baujahr   | Stückzahl | Bemerkung                                                   | Bild |
| ------------------------ | ---------- | --------- | --------- | ----------------------------------------------------------- | ---- |
| Damprotor Type 1a Nr. 1  |            | 1905      | 1         | Dampfschneeschleuder                                        |      |
| Damprotor Type 1b Nr. 2  |            | 1908      | 1         | Dampfschneeschleuder                                        |      |
| Damprotor Type 1c Nr. 3  |            | 1908      | 1         | Dampfschneeschleuder                                        |      |
| Damprotor Type 2 Nr. 4   |            | 1914      | 1         | Dampfschneeschleuder                                        |      |
| Damprotor Type 3 Nr. 5–7 |            | 1943–1944 | 3         | Dampfschneeschleuder                                        |      |
| DiR1 Nr. 501             |            | 1965      | 1         | Dampfschneeschleuder, 1996 an Jernbaneverket Nr. 30-39-5001 |      |
| DiR2 Nr. 506             |            | 1972      | 1         | 1996 an Jernbaneverket Nr. 30-39-5006                       |      |
| DiR3 Nr. 511–513         |            | 1975–1977 | 3         | 1996 an Jernbaneverket Nr. 30-39-5011 – 5013                |      |
| LT 18                    | Bo'2'      | ab 2022   | 12        | 12 Exemplare von Windhoff für Bane NOR bestellt             |      |